# Vuelta a Suiza 2022
La 85.ª edición de la Vuelta a Suiza fue una carrera de ciclismo en ruta por etapas que se celebró entre el 12 y el 19 de junio de 2022 con inicio en la ciudad de Küsnacht y final en la ciudad de Vaduz en Liechtenstein. El recorrido constó de un total de 8 etapas sobre una distancia total inicial de 1339,6 km.
La carrera hizo parte del circuito UCI WorldTour 2022 dentro de la categoría 2.UWT, calendario ciclístico de máximo nivel mundial, siendo la vigésimo segunda carrera de dicho circuito. El vencedor final fue el británico Geraint Thomas del INEOS Grenadiers y estuvo acompañado en el podio por el colombiano Sergio Higuita del Bora-Hansgrohe y el danés Jakob Fuglsang del Israel-Premier Tech.

## Equipos participantes
Tomaron la partida un total de 22 equipos, de los cuales 18 eran de categoría UCI WorldTeam, 3 UCI ProTeam y la selección nacional de Suiza, quienes conformaron un pelotón de 153 ciclistas de los cuales terminaron 76. Los equipos participantes fueron:
| WorldTeams (18)- AG2R Citroën Team - Astana Qazaqstan Team - Bahrain Victorious - Bora-Hansgrohe - Cofidis - EF Education-EasyPost - Groupama-FDJ - Ineos Grenadiers - Intermarché-Wanty-Gobert Matériaux - Israel-Premier Tech - Jumbo-Visma - Lotto-Soudal - Movistar Team - Quick-Step Alpha Vinyl - BikeExchange-Jayco - Team DSM - Trek-Segafredo - UAE Team Emirates ProTeams (3)- Alpecin-Fenix - Human Powered Health - TotalEnergies Equipo nacional- Suiza |
| |

## Etapas
| Etapa     | Fecha     | Recorrido           | type                    | Distancia (km) | Desnivel (m) | Ganador            | Líder            |
| --------- | --------- | ------------------- | ----------------------- | -------------- | ------------ | ------------------ | ---------------- |
| 1.ª etapa | 12 de jun | Küsnacht – Küsnacht | etapa escarpada         | 178            | 2746 m       | Stephen Williams   | Stephen Williams |
| 2.ª etapa | 13 de jun | Küsnacht – Aesch    | etapa escarpada         | 199            | 2746 m       | Andreas Leknessund | Stephen Williams |
| 3.ª etapa | 14 de jun | Aesch – Grenchen    | etapa de media montaña  | 177            | 3125 m       | Peter Sagan        | Stephen Williams |
| 4.ª etapa | 15 de jun | Grenchen – Brunnen  | etapa escarpada         | 191            | 2062 m       | Daryl Impey        | Stephen Williams |
| 5.ª etapa | 16 de jun | Ambrì – Novazzano   | etapa de media montaña  | 193            | 2610 m       | Aleksandr Vlásov   | Aleksandr Vlásov |
| 6.ª etapa | 17 de jun | Locarno – Moosalp   | etapa de montaña        | 180            | 4155 m       | Nico Denz          | Jakob Fuglsang   |
| 7.ª etapa | 18 de jun | Ambrì – Malbun      | etapa de montaña        | 196            | 3881 m       | Thibaut Pinot      | Sergio Higuita   |
| 8.ª etapa | 19 de jun | Vaduz – Vaduz       | contrarreloj individual | 25,6           | 131 m        | Remco Evenepoel    | Geraint Thomas   |

## Desarrollo de la carrera

### 1.ª etapa
| Küsnacht - Küsnacht | etapa escarpada | (178 km) |

| \| Clasificación de la etapa \| Clasificación de la etapa \| Clasificación de la etapa \| Clasificación de la etapa \| Clasificación de la etapa \| \| Ciclista \| Ciclista \| Equipo \| Tiempo \| \| \| ------------------------- \| ------------------------- \| ---------------------------------- \| ------------------------- \| ------------------------- \| \| 1.º \| Stephen Williams \| Bahrain Victorious \| 4 h 16 min 51 s \| \| \| 2.º \| Maximilian Schachmann \| Bora-Hansgrohe \| + 0 s \| \| \| 3.º \| Andreas Kron \| Lotto-Soudal \| + 0 s \| \| \| 4.º \| Marc Hirschi \| UAE Team Emirates \| + 0 s \| \| \| 5.º \| Alexéi Lutsenko \| Astana Qazaqstan Team \| + 0 s \| \| \| 6.º \| Ilan Van Wilder \| Quick-Step Alpha Vinyl \| + 0 s \| \| \| 7.º \| Stefan Küng \| Groupama-FDJ \| + 0 s \| \| \| 8.º \| Sergio Higuita \| Bora-Hansgrohe \| + 0 s \| \| \| 9.º \| Sepp Kuss \| Jumbo-Visma \| + 0 s \| \| \| 10.º \| Domenico Pozzovivo \| Intermarché-Wanty-Gobert Matériaux \| + 0 s \| \| |                       |                                    |                 |
| |                       |                                    |                 |
| |                       |                                    |                 |
| Clasificación de la etapa |                       |                                    |                 |
| Ciclista | Ciclista              | Equipo                             | Tiempo          |
| 1.º | Stephen Williams      | Bahrain Victorious                 | 4 h 16 min 51 s |
| 2.º | Maximilian Schachmann | Bora-Hansgrohe                     | + 0 s           |
| 3.º | Andreas Kron          | Lotto-Soudal                       | + 0 s           |
| 4.º | Marc Hirschi          | UAE Team Emirates                  | + 0 s           |
| 5.º | Alexéi Lutsenko       | Astana Qazaqstan Team              | + 0 s           |
| 6.º | Ilan Van Wilder       | Quick-Step Alpha Vinyl             | + 0 s           |
| 7.º | Stefan Küng           | Groupama-FDJ                       | + 0 s           |
| 8.º | Sergio Higuita        | Bora-Hansgrohe                     | + 0 s           |
| 9.º | Sepp Kuss             | Jumbo-Visma                        | + 0 s           |
| 10.º | Domenico Pozzovivo    | Intermarché-Wanty-Gobert Matériaux | + 0 s           |

| \| Clasificación general \| Clasificación general \| Clasificación general \| Clasificación general \| Clasificación general \| \| Ciclista \| Ciclista \| Equipo \| Tiempo \| \| \| --------------------- \| --------------------- \| ---------------------------------- \| --------------------- \| --------------------- \| \| 1.º \| Stephen Williams \| Bahrain Victorious \| 4 h 16 min 41 s \| \| \| 2.º \| Maximilian Schachmann \| Bora-Hansgrohe \| + 4 s \| \| \| 3.º \| Andreas Kron \| Lotto-Soudal \| + 6 s \| \| \| 4.º \| Marc Hirschi \| UAE Team Emirates \| + 10 s \| \| \| 5.º \| Alexéi Lutsenko \| Astana Qazaqstan Team \| + 10 s \| \| \| 6.º \| Ilan Van Wilder \| Quick-Step Alpha Vinyl \| + 10 s \| \| \| 7.º \| Stefan Küng \| Groupama-FDJ \| + 10 s \| \| \| 8.º \| Sergio Higuita \| Bora-Hansgrohe \| + 10 s \| \| \| 9.º \| Sepp Kuss \| Jumbo-Visma \| + 10 s \| \| \| 10.º \| Domenico Pozzovivo \| Intermarché-Wanty-Gobert Matériaux \| + 10 s \| \| |                       |                                    |                 |
| |                       |                                    |                 |
| |                       |                                    |                 |
| Clasificación general |                       |                                    |                 |
| Ciclista | Ciclista              | Equipo                             | Tiempo          |
| 1.º | Stephen Williams      | Bahrain Victorious                 | 4 h 16 min 41 s |
| 2.º | Maximilian Schachmann | Bora-Hansgrohe                     | + 4 s           |
| 3.º | Andreas Kron          | Lotto-Soudal                       | + 6 s           |
| 4.º | Marc Hirschi          | UAE Team Emirates                  | + 10 s          |
| 5.º | Alexéi Lutsenko       | Astana Qazaqstan Team              | + 10 s          |
| 6.º | Ilan Van Wilder       | Quick-Step Alpha Vinyl             | + 10 s          |
| 7.º | Stefan Küng           | Groupama-FDJ                       | + 10 s          |
| 8.º | Sergio Higuita        | Bora-Hansgrohe                     | + 10 s          |
| 9.º | Sepp Kuss             | Jumbo-Visma                        | + 10 s          |
| 10.º | Domenico Pozzovivo    | Intermarché-Wanty-Gobert Matériaux | + 10 s          |

### 2.ª etapa
| Küsnacht - Aesch | etapa escarpada | (199 km) |

| \| Clasificación de la etapa \| Clasificación de la etapa \| Clasificación de la etapa \| Clasificación de la etapa \| Clasificación de la etapa \| \| Ciclista \| Ciclista \| Equipo \| Tiempo \| \| \| ------------------------- \| ------------------------- \| ---------------------------------- \| ------------------------- \| ------------------------- \| \| 1.º \| Andreas Leknessund \| Team DSM \| 4 h 46 min 22 s \| \| \| 2.º \| Alberto Bettiol \| EF Education-EasyPost \| + 38 s \| \| \| 3.º \| Michael Matthews \| BikeExchange-Jayco \| + 38 s \| \| \| 4.º \| Andrea Pasqualon \| Intermarché-Wanty-Gobert Matériaux \| + 38 s \| \| \| 5.º \| Matteo Trentin \| UAE Team Emirates \| + 38 s \| \| \| 6.º \| Nikias Arndt \| Team DSM \| + 38 s \| \| \| 7.º \| Stefan Küng \| Groupama-FDJ \| + 38 s \| \| \| 8.º \| Edoardo Zambanini \| Bahrain Victorious \| + 38 s \| \| \| 9.º \| Daniel Oss \| TotalEnergies \| + 38 s \| \| \| 10.º \| Stefano Oldani \| Alpecin-Fenix \| + 38 s \| \| |                    |                                    |                 |
| |                    |                                    |                 |
| |                    |                                    |                 |
| Clasificación de la etapa |                    |                                    |                 |
| Ciclista | Ciclista           | Equipo                             | Tiempo          |
| 1.º | Andreas Leknessund | Team DSM                           | 4 h 46 min 22 s |
| 2.º | Alberto Bettiol    | EF Education-EasyPost              | + 38 s          |
| 3.º | Michael Matthews   | BikeExchange-Jayco                 | + 38 s          |
| 4.º | Andrea Pasqualon   | Intermarché-Wanty-Gobert Matériaux | + 38 s          |
| 5.º | Matteo Trentin     | UAE Team Emirates                  | + 38 s          |
| 6.º | Nikias Arndt       | Team DSM                           | + 38 s          |
| 7.º | Stefan Küng        | Groupama-FDJ                       | + 38 s          |
| 8.º | Edoardo Zambanini  | Bahrain Victorious                 | + 38 s          |
| 9.º | Daniel Oss         | TotalEnergies                      | + 38 s          |
| 10.º | Stefano Oldani     | Alpecin-Fenix                      | + 38 s          |

| \| Clasificación general \| Clasificación general \| Clasificación general \| Clasificación general \| Clasificación general \| \| Ciclista \| Ciclista \| Equipo \| Tiempo \| \| \| --------------------- \| --------------------- \| ---------------------------------- \| --------------------- \| --------------------- \| \| 1.º \| Stephen Williams \| Bahrain Victorious \| 9 h 03 min 41 s \| \| \| 2.º \| Maximilian Schachmann \| Bora-Hansgrohe \| + 4 s \| \| \| 3.º \| Andreas Kron \| Lotto-Soudal \| + 6 s \| \| \| 4.º \| Andreas Leknessund \| Team DSM \| + 7 s \| \| \| 5.º \| Stefan Küng \| Groupama-FDJ \| + 10 s \| \| \| 6.º \| Alexéi Lutsenko \| Astana Qazaqstan Team \| + 10 s \| \| \| 7.º \| Sepp Kuss \| Jumbo-Visma \| + 10 s \| \| \| 8.º \| Marc Hirschi \| UAE Team Emirates \| + 10 s \| \| \| 9.º \| Domenico Pozzovivo \| Intermarché-Wanty-Gobert Matériaux \| + 10 s \| \| \| 10.º \| Aleksandr Vlásov \| Bora-Hansgrohe \| + 10 s \| \| |                       |                                    |                 |
| |                       |                                    |                 |
| |                       |                                    |                 |
| Clasificación general |                       |                                    |                 |
| Ciclista | Ciclista              | Equipo                             | Tiempo          |
| 1.º | Stephen Williams      | Bahrain Victorious                 | 9 h 03 min 41 s |
| 2.º | Maximilian Schachmann | Bora-Hansgrohe                     | + 4 s           |
| 3.º | Andreas Kron          | Lotto-Soudal                       | + 6 s           |
| 4.º | Andreas Leknessund    | Team DSM                           | + 7 s           |
| 5.º | Stefan Küng           | Groupama-FDJ                       | + 10 s          |
| 6.º | Alexéi Lutsenko       | Astana Qazaqstan Team              | + 10 s          |
| 7.º | Sepp Kuss             | Jumbo-Visma                        | + 10 s          |
| 8.º | Marc Hirschi          | UAE Team Emirates                  | + 10 s          |
| 9.º | Domenico Pozzovivo    | Intermarché-Wanty-Gobert Matériaux | + 10 s          |
| 10.º | Aleksandr Vlásov      | Bora-Hansgrohe                     | + 10 s          |

### 3.ª etapa
| Aesch - Grenchen | etapa de media montaña | (177 km) |

| \| Clasificación de la etapa \| Clasificación de la etapa \| Clasificación de la etapa \| Clasificación de la etapa \| Clasificación de la etapa \| \| Ciclista \| Ciclista \| Equipo \| Tiempo \| \| \| ------------------------- \| ------------------------- \| ---------------------------------- \| ------------------------- \| ------------------------- \| \| 1.º \| Peter Sagan \| TotalEnergies \| 4 h 28 min 38 s \| \| \| 2.º \| Bryan Coquard \| Cofidis \| + 0 s \| \| \| 3.º \| Alexander Kristoff \| Intermarché-Wanty-Gobert Matériaux \| + 0 s \| \| \| 4.º \| Thomas Pidcock \| Ineos Grenadiers \| + 0 s \| \| \| 5.º \| Alex Aranburu \| Movistar Team \| + 0 s \| \| \| 6.º \| Matteo Trentin \| UAE Team Emirates \| + 0 s \| \| \| 7.º \| Cees Bol \| Team DSM \| + 0 s \| \| \| 8.º \| Michael Matthews \| BikeExchange-Jayco \| + 0 s \| \| \| 9.º \| Mike Teunissen \| Jumbo-Visma \| + 0 s \| \| \| 10.º \| Alberto Bettiol \| EF Education-EasyPost \| + 0 s \| \| |                    |                                    |                 |
| |                    |                                    |                 |
| |                    |                                    |                 |
| Clasificación de la etapa |                    |                                    |                 |
| Ciclista | Ciclista           | Equipo                             | Tiempo          |
| 1.º | Peter Sagan        | TotalEnergies                      | 4 h 28 min 38 s |
| 2.º | Bryan Coquard      | Cofidis                            | + 0 s           |
| 3.º | Alexander Kristoff | Intermarché-Wanty-Gobert Matériaux | + 0 s           |
| 4.º | Thomas Pidcock     | Ineos Grenadiers                   | + 0 s           |
| 5.º | Alex Aranburu      | Movistar Team                      | + 0 s           |
| 6.º | Matteo Trentin     | UAE Team Emirates                  | + 0 s           |
| 7.º | Cees Bol           | Team DSM                           | + 0 s           |
| 8.º | Michael Matthews   | BikeExchange-Jayco                 | + 0 s           |
| 9.º | Mike Teunissen     | Jumbo-Visma                        | + 0 s           |
| 10.º | Alberto Bettiol    | EF Education-EasyPost              | + 0 s           |

| \| Clasificación general \| Clasificación general \| Clasificación general \| Clasificación general \| Clasificación general \| \| Ciclista \| Ciclista \| Equipo \| Tiempo \| \| \| --------------------- \| --------------------- \| --------------------- \| --------------------- \| --------------------- \| \| 1.º \| Stephen Williams \| Bahrain Victorious \| 13 h 32 min 19 s \| \| \| 2.º \| Andreas Kron \| Lotto-Soudal \| + 6 s \| \| \| 3.º \| Andreas Leknessund \| Team DSM \| + 7 s \| \| \| 4.º \| Geraint Thomas \| Ineos Grenadiers \| + 7 s \| \| \| 5.º \| Stefan Küng \| Groupama-FDJ \| + 10 s \| \| \| 6.º \| Sepp Kuss \| Jumbo-Visma \| + 10 s \| \| \| 7.º \| Marc Hirschi \| UAE Team Emirates \| + 10 s \| \| \| 8.º \| Aleksandr Vlásov \| Bora-Hansgrohe \| + 10 s \| \| \| 9.º \| Jakob Fuglsang \| Israel-Premier Tech \| + 10 s \| \| \| 10.º \| Adam Yates \| Ineos Grenadiers \| + 10 s \| \| |                    |                     |                  |
| |                    |                     |                  |
| |                    |                     |                  |
| Clasificación general |                    |                     |                  |
| Ciclista | Ciclista           | Equipo              | Tiempo           |
| 1.º | Stephen Williams   | Bahrain Victorious  | 13 h 32 min 19 s |
| 2.º | Andreas Kron       | Lotto-Soudal        | + 6 s            |
| 3.º | Andreas Leknessund | Team DSM            | + 7 s            |
| 4.º | Geraint Thomas     | Ineos Grenadiers    | + 7 s            |
| 5.º | Stefan Küng        | Groupama-FDJ        | + 10 s           |
| 6.º | Sepp Kuss          | Jumbo-Visma         | + 10 s           |
| 7.º | Marc Hirschi       | UAE Team Emirates   | + 10 s           |
| 8.º | Aleksandr Vlásov   | Bora-Hansgrohe      | + 10 s           |
| 9.º | Jakob Fuglsang     | Israel-Premier Tech | + 10 s           |
| 10.º | Adam Yates         | Ineos Grenadiers    | + 10 s           |

### 4.ª etapa
| Grenchen - Brunnen | etapa escarpada | (191 km) |

| \| Clasificación de la etapa \| Clasificación de la etapa \| Clasificación de la etapa \| Clasificación de la etapa \| Clasificación de la etapa \| \| Ciclista \| Ciclista \| Equipo \| Tiempo \| \| \| ------------------------- \| ------------------------- \| ------------------------- \| ------------------------- \| ------------------------- \| \| 1.º \| Daryl Impey \| Israel-Premier Tech \| 4 h 14 min 09 s \| \| \| 2.º \| Michael Matthews \| BikeExchange-Jayco \| + 0 s \| \| \| 3.º \| Søren Kragh Andersen \| Team DSM \| + 0 s \| \| \| 4.º \| Alberto Bettiol \| EF Education-EasyPost \| + 0 s \| \| \| 5.º \| Thomas Pidcock \| Ineos Grenadiers \| + 0 s \| \| \| 6.º \| Alex Aranburu \| Movistar Team \| + 0 s \| \| \| 7.º \| Felix Großschartner \| Bora-Hansgrohe \| + 0 s \| \| \| 8.º \| Gianluca Brambilla \| Trek-Segafredo \| + 0 s \| \| \| 9.º \| Mathieu Burgaudeau \| TotalEnergies \| + 0 s \| \| \| 10.º \| Stefan Küng \| Groupama-FDJ \| + 0 s \| \| |                      |                       |                 |
| |                      |                       |                 |
| |                      |                       |                 |
| Clasificación de la etapa |                      |                       |                 |
| Ciclista | Ciclista             | Equipo                | Tiempo          |
| 1.º | Daryl Impey          | Israel-Premier Tech   | 4 h 14 min 09 s |
| 2.º | Michael Matthews     | BikeExchange-Jayco    | + 0 s           |
| 3.º | Søren Kragh Andersen | Team DSM              | + 0 s           |
| 4.º | Alberto Bettiol      | EF Education-EasyPost | + 0 s           |
| 5.º | Thomas Pidcock       | Ineos Grenadiers      | + 0 s           |
| 6.º | Alex Aranburu        | Movistar Team         | + 0 s           |
| 7.º | Felix Großschartner  | Bora-Hansgrohe        | + 0 s           |
| 8.º | Gianluca Brambilla   | Trek-Segafredo        | + 0 s           |
| 9.º | Mathieu Burgaudeau   | TotalEnergies         | + 0 s           |
| 10.º | Stefan Küng          | Groupama-FDJ          | + 0 s           |

| \| Clasificación general \| Clasificación general \| Clasificación general \| Clasificación general \| Clasificación general \| \| Ciclista \| Ciclista \| Equipo \| Tiempo \| \| \| --------------------- \| --------------------- \| --------------------- \| --------------------- \| --------------------- \| \| 1.º \| Stephen Williams \| Bahrain Victorious \| 17 h 46 min 28 s \| \| \| 2.º \| Andreas Kron \| Lotto-Soudal \| + 6 s \| \| \| 3.º \| Geraint Thomas \| Ineos Grenadiers \| + 7 s \| \| \| 4.º \| Andreas Leknessund \| Team DSM \| + 7 s \| \| \| 5.º \| Stefan Küng \| Groupama-FDJ \| + 10 s \| \| \| 6.º \| Marc Hirschi \| UAE Team Emirates \| + 10 s \| \| \| 7.º \| Sepp Kuss \| Jumbo-Visma \| + 10 s \| \| \| 8.º \| Jakob Fuglsang \| Israel-Premier Tech \| + 10 s \| \| \| 9.º \| Aleksandr Vlásov \| Bora-Hansgrohe \| + 10 s \| \| \| 10.º \| Adam Yates \| Ineos Grenadiers \| + 10 s \| \| |                    |                     |                  |
| |                    |                     |                  |
| |                    |                     |                  |
| Clasificación general |                    |                     |                  |
| Ciclista | Ciclista           | Equipo              | Tiempo           |
| 1.º | Stephen Williams   | Bahrain Victorious  | 17 h 46 min 28 s |
| 2.º | Andreas Kron       | Lotto-Soudal        | + 6 s            |
| 3.º | Geraint Thomas     | Ineos Grenadiers    | + 7 s            |
| 4.º | Andreas Leknessund | Team DSM            | + 7 s            |
| 5.º | Stefan Küng        | Groupama-FDJ        | + 10 s           |
| 6.º | Marc Hirschi       | UAE Team Emirates   | + 10 s           |
| 7.º | Sepp Kuss          | Jumbo-Visma         | + 10 s           |
| 8.º | Jakob Fuglsang     | Israel-Premier Tech | + 10 s           |
| 9.º | Aleksandr Vlásov   | Bora-Hansgrohe      | + 10 s           |
| 10.º | Adam Yates         | Ineos Grenadiers    | + 10 s           |

### 5.ª etapa
| Ambrì - Novazzano | etapa de media montaña | (193 km) |

| \| Clasificación de la etapa \| Clasificación de la etapa \| Clasificación de la etapa \| Clasificación de la etapa \| Clasificación de la etapa \| \| Ciclista \| Ciclista \| Equipo \| Tiempo \| \| \| ------------------------- \| ------------------------- \| ------------------------- \| ------------------------- \| ------------------------- \| \| 1.º \| Aleksandr Vlásov \| Bora-Hansgrohe \| 4 h 30 min 28 s \| \| \| 2.º \| Neilson Powless \| EF Education-EasyPost \| + 0 s \| \| \| 3.º \| Jakob Fuglsang \| Israel-Premier Tech \| + 0 s \| \| \| 4.º \| Geraint Thomas \| Ineos Grenadiers \| + 0 s \| \| \| 5.º \| Diego Ulissi \| UAE Team Emirates \| + 5 s \| \| \| 6.º \| Felix Großschartner \| Bora-Hansgrohe \| + 6 s \| \| \| 7.º \| Stefan Küng \| Groupama-FDJ \| + 6 s \| \| \| 8.º \| Sergio Higuita \| Bora-Hansgrohe \| + 6 s \| \| \| 9.º \| Maximilian Schachmann \| Bora-Hansgrohe \| + 6 s \| \| \| 10.º \| Sébastien Reichenbach \| Groupama-FDJ \| + 9 s \| \| |                       |                       |                 |
| |                       |                       |                 |
| |                       |                       |                 |
| Clasificación de la etapa |                       |                       |                 |
| Ciclista | Ciclista              | Equipo                | Tiempo          |
| 1.º | Aleksandr Vlásov      | Bora-Hansgrohe        | 4 h 30 min 28 s |
| 2.º | Neilson Powless       | EF Education-EasyPost | + 0 s           |
| 3.º | Jakob Fuglsang        | Israel-Premier Tech   | + 0 s           |
| 4.º | Geraint Thomas        | Ineos Grenadiers      | + 0 s           |
| 5.º | Diego Ulissi          | UAE Team Emirates     | + 5 s           |
| 6.º | Felix Großschartner   | Bora-Hansgrohe        | + 6 s           |
| 7.º | Stefan Küng           | Groupama-FDJ          | + 6 s           |
| 8.º | Sergio Higuita        | Bora-Hansgrohe        | + 6 s           |
| 9.º | Maximilian Schachmann | Bora-Hansgrohe        | + 6 s           |
| 10.º | Sébastien Reichenbach | Groupama-FDJ          | + 9 s           |

| \| Clasificación general \| Clasificación general \| Clasificación general \| Clasificación general \| Clasificación general \| \| Ciclista \| Ciclista \| Equipo \| Tiempo \| \| \| --------------------- \| --------------------- \| --------------------- \| --------------------- \| --------------------- \| \| 1.º \| Aleksandr Vlásov \| Bora-Hansgrohe \| 22 h 16 min 56 s \| \| \| 2.º \| Jakob Fuglsang \| Israel-Premier Tech \| + 6 s \| \| \| 3.º \| Geraint Thomas \| Ineos Grenadiers \| + 7 s \| \| \| 4.º \| Andreas Kron \| Lotto-Soudal \| + 14 s \| \| \| 5.º \| Stefan Küng \| Groupama-FDJ \| + 16 s \| \| \| 6.º \| Sergio Higuita \| Bora-Hansgrohe \| + 16 s \| \| \| 7.º \| Neilson Powless \| EF Education-EasyPost \| + 28 s \| \| \| 8.º \| Felix Großschartner \| Bora-Hansgrohe \| + 40 s \| \| \| 9.º \| Sébastien Reichenbach \| Groupama-FDJ \| + 43 s \| \| \| 10.º \| Andreas Leknessund \| Team DSM \| + 44 s \| \| |                       |                       |                  |
| |                       |                       |                  |
| |                       |                       |                  |
| Clasificación general |                       |                       |                  |
| Ciclista | Ciclista              | Equipo                | Tiempo           |
| 1.º | Aleksandr Vlásov      | Bora-Hansgrohe        | 22 h 16 min 56 s |
| 2.º | Jakob Fuglsang        | Israel-Premier Tech   | + 6 s            |
| 3.º | Geraint Thomas        | Ineos Grenadiers      | + 7 s            |
| 4.º | Andreas Kron          | Lotto-Soudal          | + 14 s           |
| 5.º | Stefan Küng           | Groupama-FDJ          | + 16 s           |
| 6.º | Sergio Higuita        | Bora-Hansgrohe        | + 16 s           |
| 7.º | Neilson Powless       | EF Education-EasyPost | + 28 s           |
| 8.º | Felix Großschartner   | Bora-Hansgrohe        | + 40 s           |
| 9.º | Sébastien Reichenbach | Groupama-FDJ          | + 43 s           |
| 10.º | Andreas Leknessund    | Team DSM              | + 44 s           |

### 6.ª etapa
| Locarno - Moosalp | etapa de montaña | (180 km) |

| \| Clasificación de la etapa \| Clasificación de la etapa \| Clasificación de la etapa \| Clasificación de la etapa \| Clasificación de la etapa \| \| Ciclista \| Ciclista \| Equipo \| Tiempo \| \| \| ------------------------- \| ------------------------- \| ------------------------- \| ------------------------- \| ------------------------- \| \| 1.º \| Nico Denz \| Team DSM \| 5 h 11 min 14 s \| \| \| 2.º \| Clément Champoussin \| AG2R Citroën Team \| + 0 s \| \| \| 3.º \| José Herrada \| Cofidis \| + 0 s \| \| \| 4.º \| Quinn Simmons \| Trek-Segafredo \| + 0 s \| \| \| 5.º \| Fausto Masnada \| Quick-Step Alpha Vinyl \| + 11 s \| \| \| 6.º \| Quentin Pacher \| Groupama-FDJ \| + 1 min 33 s \| \| \| 7.º \| Roland Thalmann \| Team Vorarlberg \| + 3 min 26 s \| \| \| 8.º \| Geraint Thomas \| Ineos Grenadiers \| + 2 min 14 s \| \| \| 9.º \| Sergio Higuita \| Bora-Hansgrohe \| + 2 min 14 s \| \| \| 10.º \| Jakob Fuglsang \| Israel-Premier Tech \| + 2 min 14 s \| \| |                     |                        |                 |
| |                     |                        |                 |
| |                     |                        |                 |
| Clasificación de la etapa |                     |                        |                 |
| Ciclista | Ciclista            | Equipo                 | Tiempo          |
| 1.º | Nico Denz           | Team DSM               | 5 h 11 min 14 s |
| 2.º | Clément Champoussin | AG2R Citroën Team      | + 0 s           |
| 3.º | José Herrada        | Cofidis                | + 0 s           |
| 4.º | Quinn Simmons       | Trek-Segafredo         | + 0 s           |
| 5.º | Fausto Masnada      | Quick-Step Alpha Vinyl | + 11 s          |
| 6.º | Quentin Pacher      | Groupama-FDJ           | + 1 min 33 s    |
| 7.º | Roland Thalmann     | Team Vorarlberg        | + 3 min 26 s    |
| 8.º | Geraint Thomas      | Ineos Grenadiers       | + 2 min 14 s    |
| 9.º | Sergio Higuita      | Bora-Hansgrohe         | + 2 min 14 s    |
| 10.º | Jakob Fuglsang      | Israel-Premier Tech    | + 2 min 14 s    |

| \| Clasificación general \| Clasificación general \| Clasificación general \| Clasificación general \| Clasificación general \| \| Ciclista \| Ciclista \| Equipo \| Tiempo \| \| \| --------------------- \| --------------------- \| ---------------------------------- \| --------------------- \| --------------------- \| \| 1.º \| Jakob Fuglsang \| Israel-Premier Tech \| 27 h 30 min 30 s \| \| \| 2.º \| Geraint Thomas \| Ineos Grenadiers \| + 1 s \| \| \| 3.º \| Sergio Higuita \| Bora-Hansgrohe \| + 10 s \| \| \| 4.º \| Neilson Powless \| EF Education-EasyPost \| + 26 s \| \| \| 5.º \| Felix Großschartner \| Bora-Hansgrohe \| + 34 s \| \| \| 6.º \| Andreas Leknessund \| Team DSM \| + 46 s \| \| \| 7.º \| Stefan Küng \| Groupama-FDJ \| + 49 s \| \| \| 8.º \| Andreas Kron \| Lotto-Soudal \| + 1 min 00 s \| \| \| 9.º \| Domenico Pozzovivo \| Intermarché-Wanty-Gobert Matériaux \| + 1 min 07 s \| \| \| 10.º \| Sébastien Reichenbach \| Groupama-FDJ \| + 1 min 29 s \| \| |                       |                                    |                  |
| |                       |                                    |                  |
| |                       |                                    |                  |
| Clasificación general |                       |                                    |                  |
| Ciclista | Ciclista              | Equipo                             | Tiempo           |
| 1.º | Jakob Fuglsang        | Israel-Premier Tech                | 27 h 30 min 30 s |
| 2.º | Geraint Thomas        | Ineos Grenadiers                   | + 1 s            |
| 3.º | Sergio Higuita        | Bora-Hansgrohe                     | + 10 s           |
| 4.º | Neilson Powless       | EF Education-EasyPost              | + 26 s           |
| 5.º | Felix Großschartner   | Bora-Hansgrohe                     | + 34 s           |
| 6.º | Andreas Leknessund    | Team DSM                           | + 46 s           |
| 7.º | Stefan Küng           | Groupama-FDJ                       | + 49 s           |
| 8.º | Andreas Kron          | Lotto-Soudal                       | + 1 min 00 s     |
| 9.º | Domenico Pozzovivo    | Intermarché-Wanty-Gobert Matériaux | + 1 min 07 s     |
| 10.º | Sébastien Reichenbach | Groupama-FDJ                       | + 1 min 29 s     |

### 7.ª etapa
| Ambrì - Malbun | etapa de montaña | (196 km) |

| \| Clasificación de la etapa \| Clasificación de la etapa \| Clasificación de la etapa \| Clasificación de la etapa \| Clasificación de la etapa \| \| Ciclista \| Ciclista \| Equipo \| Tiempo \| \| \| ------------------------- \| ---------------------------- \| ---------------------------------- \| ------------------------- \| ------------------------- \| \| 1.º \| Thibaut Pinot \| Groupama-FDJ \| 5 h 06 min 39 s \| \| \| 2.º \| Óscar Rodríguez Garaicoechea \| Movistar Team \| + 25 s \| \| \| 3.º \| Alexéi Lutsenko \| Astana Qazaqstan Team \| + 38 s \| \| \| 4.º \| Sergio Higuita \| Bora-Hansgrohe \| + 1 min 19 s \| \| \| 5.º \| Geraint Thomas \| Ineos Grenadiers \| + 1 min 30 s \| \| \| 6.º \| Nicolas Prodhomme \| AG2R Citroën Team \| + 1 min 40 s \| \| \| 7.º \| Jakob Fuglsang \| Israel-Premier Tech \| + 1 min 48 s \| \| \| 8.º \| Domenico Pozzovivo \| Intermarché-Wanty-Gobert Matériaux \| + 1 min 59 s \| \| \| 9.º \| Sébastien Reichenbach \| Groupama-FDJ \| + 2 min 09 s \| \| \| 10.º \| Neilson Powless \| EF Education-EasyPost \| + 2 min 19 s \| \| |                              |                                    |                 |
| |                              |                                    |                 |
| |                              |                                    |                 |
| Clasificación de la etapa |                              |                                    |                 |
| Ciclista | Ciclista                     | Equipo                             | Tiempo          |
| 1.º | Thibaut Pinot                | Groupama-FDJ                       | 5 h 06 min 39 s |
| 2.º | Óscar Rodríguez Garaicoechea | Movistar Team                      | + 25 s          |
| 3.º | Alexéi Lutsenko              | Astana Qazaqstan Team              | + 38 s          |
| 4.º | Sergio Higuita               | Bora-Hansgrohe                     | + 1 min 19 s    |
| 5.º | Geraint Thomas               | Ineos Grenadiers                   | + 1 min 30 s    |
| 6.º | Nicolas Prodhomme            | AG2R Citroën Team                  | + 1 min 40 s    |
| 7.º | Jakob Fuglsang               | Israel-Premier Tech                | + 1 min 48 s    |
| 8.º | Domenico Pozzovivo           | Intermarché-Wanty-Gobert Matériaux | + 1 min 59 s    |
| 9.º | Sébastien Reichenbach        | Groupama-FDJ                       | + 2 min 09 s    |
| 10.º | Neilson Powless              | EF Education-EasyPost              | + 2 min 19 s    |

| \| Clasificación general \| Clasificación general \| Clasificación general \| Clasificación general \| Clasificación general \| \| Ciclista \| Ciclista \| Equipo \| Tiempo \| \| \| --------------------- \| --------------------- \| ---------------------------------- \| --------------------- \| --------------------- \| \| 1.º \| Sergio Higuita \| Bora-Hansgrohe \| 32 h 38 min 38 s \| \| \| 2.º \| Geraint Thomas \| Ineos Grenadiers \| + 2 s \| \| \| 3.º \| Jakob Fuglsang \| Israel-Premier Tech \| + 19 s \| \| \| 4.º \| Neilson Powless \| EF Education-EasyPost \| + 1 min 16 s \| \| \| 5.º \| Domenico Pozzovivo \| Intermarché-Wanty-Gobert Matériaux \| + 1 min 37 s \| \| \| 6.º \| Sébastien Reichenbach \| Groupama-FDJ \| + 2 min 09 s \| \| \| 7.º \| Stefan Küng \| Groupama-FDJ \| + 2 min 19 s \| \| \| 8.º \| Bob Jungels \| AG2R Citroën Team \| + 2 min 31 s \| \| \| 9.º \| Felix Großschartner \| Bora-Hansgrohe \| + 2 min 47 s \| \| \| 10.º \| Andreas Leknessund \| Team DSM \| + 2 min 59 s \| \| |                       |                                    |                  |
| |                       |                                    |                  |
| |                       |                                    |                  |
| Clasificación general |                       |                                    |                  |
| Ciclista | Ciclista              | Equipo                             | Tiempo           |
| 1.º | Sergio Higuita        | Bora-Hansgrohe                     | 32 h 38 min 38 s |
| 2.º | Geraint Thomas        | Ineos Grenadiers                   | + 2 s            |
| 3.º | Jakob Fuglsang        | Israel-Premier Tech                | + 19 s           |
| 4.º | Neilson Powless       | EF Education-EasyPost              | + 1 min 16 s     |
| 5.º | Domenico Pozzovivo    | Intermarché-Wanty-Gobert Matériaux | + 1 min 37 s     |
| 6.º | Sébastien Reichenbach | Groupama-FDJ                       | + 2 min 09 s     |
| 7.º | Stefan Küng           | Groupama-FDJ                       | + 2 min 19 s     |
| 8.º | Bob Jungels           | AG2R Citroën Team                  | + 2 min 31 s     |
| 9.º | Felix Großschartner   | Bora-Hansgrohe                     | + 2 min 47 s     |
| 10.º | Andreas Leknessund    | Team DSM                           | + 2 min 59 s     |

### 8.ª etapa
| Vaduz - Vaduz | contrarreloj individual | (25,6 km) |

| \| Clasificación de la etapa \| Clasificación de la etapa \| Clasificación de la etapa \| Clasificación de la etapa \| Clasificación de la etapa \| \| Ciclista \| Ciclista \| Equipo \| Tiempo \| \| \| ------------------------- \| ------------------------- \| ------------------------- \| ------------------------- \| ------------------------- \| \| 1.º \| Remco Evenepoel \| Quick-Step Alpha Vinyl \| 28 min 26 s \| \| \| 2.º \| Geraint Thomas \| Ineos Grenadiers \| + 3 s \| \| \| 3.º \| Stefan Küng \| Groupama-FDJ \| + 11 s \| \| \| 4.º \| Daniel Felipe Martínez \| Ineos Grenadiers \| + 28 s \| \| \| 5.º \| Bob Jungels \| AG2R Citroën Team \| + 33 s \| \| \| 6.º \| Maximilian Schachmann \| Bora-Hansgrohe \| + 39 s \| \| \| 7.º \| Felix Großschartner \| Bora-Hansgrohe \| + 55 s \| \| \| 8.º \| Neilson Powless \| EF Education-EasyPost \| + 59 s \| \| \| 9.º \| Jakob Fuglsang \| Israel-Premier Tech \| + 1 min 02 s \| \| \| 10.º \| Dylan van Baarle \| Ineos Grenadiers \| + 1 min 05 s \| \| |                        |                        |              |
| |                        |                        |              |
| |                        |                        |              |
| Clasificación de la etapa |                        |                        |              |
| Ciclista | Ciclista               | Equipo                 | Tiempo       |
| 1.º | Remco Evenepoel        | Quick-Step Alpha Vinyl | 28 min 26 s  |
| 2.º | Geraint Thomas         | Ineos Grenadiers       | + 3 s        |
| 3.º | Stefan Küng            | Groupama-FDJ           | + 11 s       |
| 4.º | Daniel Felipe Martínez | Ineos Grenadiers       | + 28 s       |
| 5.º | Bob Jungels            | AG2R Citroën Team      | + 33 s       |
| 6.º | Maximilian Schachmann  | Bora-Hansgrohe         | + 39 s       |
| 7.º | Felix Großschartner    | Bora-Hansgrohe         | + 55 s       |
| 8.º | Neilson Powless        | EF Education-EasyPost  | + 59 s       |
| 9.º | Jakob Fuglsang         | Israel-Premier Tech    | + 1 min 02 s |
| 10.º | Dylan van Baarle       | Ineos Grenadiers       | + 1 min 05 s |

## Clasificaciones finales
- Las clasificaciones finalizaron de la siguiente forma:[2]

### Clasificación general
| \| Clasificación general \| Clasificación general \| Clasificación general \| Clasificación general \| Clasificación general \| \| Ciclista \| Ciclista \| Equipo \| Tiempo \| \| \| --------------------- \| ---------------------- \| ---------------------------------- \| --------------------- \| --------------------- \| \| 1.º \| Geraint Thomas \| Ineos Grenadiers \| 33 h 07 min 09 s \| \| \| 2.º \| Sergio Higuita \| Bora-Hansgrohe \| + 1 min 12 s \| \| \| 3.º \| Jakob Fuglsang \| Israel-Premier Tech \| + 1 min 16 s \| \| \| 4.º \| Neilson Powless \| EF Education-EasyPost \| + 2 min 10 s \| \| \| 5.º \| Stefan Küng \| Groupama-FDJ \| + 2 min 25 s \| \| \| 6.º \| Bob Jungels \| AG2R Citroën Team \| + 2 min 59 s \| \| \| 7.º \| Felix Großschartner \| Bora-Hansgrohe \| + 3 min 37 s \| \| \| 8.º \| Daniel Felipe Martínez \| Ineos Grenadiers \| + 3 min 39 s \| \| \| 9.º \| Domenico Pozzovivo \| Intermarché-Wanty-Gobert Matériaux \| + 3 min 42 s \| \| \| 10.º \| Maximilian Schachmann \| Bora-Hansgrohe \| + 3 min 45 s \| \| |                        |                                    |                  |
| |                        |                                    |                  |
| Fuente: ProCyclingStats |                        |                                    |                  |
| Clasificación general |                        |                                    |                  |
| Ciclista | Ciclista               | Equipo                             | Tiempo           |
| 1.º | Geraint Thomas         | Ineos Grenadiers                   | 33 h 07 min 09 s |
| 2.º | Sergio Higuita         | Bora-Hansgrohe                     | + 1 min 12 s     |
| 3.º | Jakob Fuglsang         | Israel-Premier Tech                | + 1 min 16 s     |
| 4.º | Neilson Powless        | EF Education-EasyPost              | + 2 min 10 s     |
| 5.º | Stefan Küng            | Groupama-FDJ                       | + 2 min 25 s     |
| 6.º | Bob Jungels            | AG2R Citroën Team                  | + 2 min 59 s     |
| 7.º | Felix Großschartner    | Bora-Hansgrohe                     | + 3 min 37 s     |
| 8.º | Daniel Felipe Martínez | Ineos Grenadiers                   | + 3 min 39 s     |
| 9.º | Domenico Pozzovivo     | Intermarché-Wanty-Gobert Matériaux | + 3 min 42 s     |
| 10.º | Maximilian Schachmann  | Bora-Hansgrohe                     | + 3 min 45 s     |

### Clasificación por puntos
| Clasificación por puntos | Clasificación por puntos | Clasificación por puntos | Clasificación por puntos | Clasificación por puntos |
| Ciclista                 | Ciclista                 | Equipo                   | Puntos                   |                          |
| ------------------------ | ------------------------ | ------------------------ | ------------------------ | ------------------------ |
| 1.º                      | Michael Matthews         | BikeExchange-Jayco       | 30 pts                   |                          |
| 2.º                      | Andreas Leknessund       | Team DSM                 | 20 pts                   |                          |
| 3.º                      | Quinn Simmons            | Trek-Segafredo           | 18 pts                   |                          |
| 4.º                      | Geraint Thomas           | Ineos Grenadiers         | 18 pts                   |                          |
| 5.º                      | Thibaut Pinot            | Groupama-FDJ             | 13 pts                   |                          |
| 6.º                      | Remco Evenepoel          | Quick-Step Alpha Vinyl   | 12 pts                   |                          |
| 7.º                      | Nico Denz                | Team DSM                 | 12 pts                   |                          |
| 8.º                      | Matthew Holmes           | Lotto-Soudal             | 12 pts                   |                          |
| 9.º                      | Maximilian Schachmann    | Bora-Hansgrohe           | 10 pts                   |                          |
| 10.º                     | Clément Champoussin      | AG2R Citroën Team        | 9 pts                    |                          |

### Clasificación de la montaña
| Clasificación de la montaña | Clasificación de la montaña  | Clasificación de la montaña | Clasificación de la montaña | Clasificación de la montaña |
| Ciclista                    | Ciclista                     | Equipo                      | Puntos                      |                             |
| --------------------------- | ---------------------------- | --------------------------- | --------------------------- | --------------------------- |
| 1.º                         | Quinn Simmons                | Trek-Segafredo              | 60 pts                      |                             |
| 2.º                         | Fausto Masnada               | Quick-Step Alpha Vinyl      | 31 pts                      |                             |
| 3.º                         | Thibaut Pinot                | Groupama-FDJ                | 28 pts                      |                             |
| 4.º                         | Nico Denz                    | Team DSM                    | 20 pts                      |                             |
| 5.º                         | Óscar Rodríguez Garaicoechea | Movistar Team               | 16 pts                      |                             |
| 6.º                         | Clément Champoussin          | AG2R Citroën Team           | 15 pts                      |                             |
| 7.º                         | Clément Berthet              | AG2R Citroën Team           | 14 pts                      |                             |
| 8.º                         | Philippe Gilbert             | Lotto-Soudal                | 12 pts                      |                             |
| 9.º                         | Andreas Leknessund           | Team DSM                    | 10 pts                      |                             |
| 10.º                        | Alexander Kamp               | Trek-Segafredo              | 10 pts                      |                             |

### Clasificación de los jóvenes
| Clasificación del mejor joven | Clasificación del mejor joven | Clasificación del mejor joven | Clasificación del mejor joven | Clasificación del mejor joven |
| Ciclista                      | Ciclista                      | Equipo                        | Tiempo                        |                               |
| ----------------------------- | ----------------------------- | ----------------------------- | ----------------------------- | ----------------------------- |
| 1.º                           | Sergio Higuita                | Bora-Hansgrohe                | 33 h 08 min 21 s              |                               |
| 2.º                           | Remco Evenepoel               | Quick-Step Alpha Vinyl        | + 2 min 52 s                  |                               |
| 3.º                           | Andreas Leknessund            | Team DSM                      | + 3 min 14 s                  |                               |
| 4.º                           | Andreas Kron                  | Lotto-Soudal                  | + 5 min 55 s                  |                               |
| 5.º                           | Mathieu Burgaudeau            | TotalEnergies                 | + 7 min 25 s                  |                               |
| 6.º                           | Clément Berthet               | AG2R Citroën Team             | + 19 min 40 s                 |                               |
| 7.º                           | Clément Champoussin           | AG2R Citroën Team             | + 30 min 03 s                 |                               |
| 8.º                           | Sylvain Moniquet              | Lotto-Soudal                  | + 39 min 23 s                 |                               |
| 9.º                           | Yannis Voisard                | Suiza                         | + 44 min 45 s                 |                               |
| 10.º                          | Nicolas Prodhomme             | AG2R Citroën Team             | + 48 min 19 s                 |                               |

### Clasificación por equipos
| Clasificación por equipos | Clasificación por equipos | Clasificación por equipos | Clasificación por equipos |
| Equipo                    | Equipo                    | Tiempo                    |                           |
| ------------------------- | ------------------------- | ------------------------- | ------------------------- |
| 1.º                       | Bora-Hansgrohe            | 99 h 28 min 46 s          |                           |
| 2.º                       | Groupama-FDJ              | + 1 min 07 s              |                           |
| 3.º                       | AG2R Citroën Team         | + 17 min 22 s             |                           |
| 4.º                       | Ineos Grenadiers          | + 31 min 30 s             |                           |
| 5.º                       | Quick-Step Alpha Vinyl    | + 38 min 35 s             |                           |

## Evolución de las clasificaciones
| Etapa                   |                         | Ganador _          | Clasificación general | Puntos             | Montaña       | Jóvenes        | Equipo         |
| ----------------------- | ----------------------- | ------------------ | --------------------- | ------------------ | ------------- | -------------- | -------------- |
| 1.ª etapa               | etapa escarpada         | Stephen Williams   | Stephen Williams      | Stephen Williams   | Quinn Simmons | Andreas Kron   | Bora-Hansgrohe |
| 2.ª etapa               | etapa escarpada         | Andreas Leknessund | Stephen Williams      | Andreas Leknessund | Quinn Simmons | Andreas Kron   | Bora-Hansgrohe |
| 3.ª etapa               | etapa de media montaña  | Peter Sagan        | Stephen Williams      | Andreas Leknessund | Quinn Simmons | Andreas Kron   | Bora-Hansgrohe |
| 4.ª etapa               | etapa escarpada         | Daryl Impey        | Stephen Williams      | Andreas Leknessund | Quinn Simmons | Andreas Kron   | Bora-Hansgrohe |
| 5.ª etapa               | etapa de media montaña  | Aleksandr Vlásov   | Aleksandr Vlásov      | Andreas Leknessund | Quinn Simmons | Andreas Kron   | Bora-Hansgrohe |
| 6.ª etapa               | etapa de montaña        | Nico Denz          | Jakob Fuglsang        | Michael Matthews   | Quinn Simmons | Sergio Higuita | Bora-Hansgrohe |
| 7.ª etapa               | etapa de montaña        | Thibaut Pinot      | Sergio Higuita        | Michael Matthews   | Quinn Simmons | Sergio Higuita | Groupama-FDJ   |
| 8.ª etapa               | contrarreloj individual | Remco Evenepoel    | Geraint Thomas        | Michael Matthews   | Quinn Simmons | Sergio Higuita | Bora-Hansgrohe |
| Clasificaciones finales | Clasificaciones finales |                    | Geraint Thomas        | Michael Matthews   | Quinn Simmons | Sergio Higuita | Bora-Hansgrohe |

## Ciclistas participantes y posiciones finales
Convenciones:
- AB-N: Abandono en la etapa "N"
- FLT-N: Retiro por llegada fuera del límite de tiempo en la etapa "N"
- NTS-N: No tomó la salida para la etapa "N"
- DES-N: Descalificado o expulsado en la etapa "N"

## UCI World Ranking
La Vuelta a Suiza otorgó puntos para el UCI World Ranking para corredores de los equipos en las categorías UCI WorldTeam, UCI ProTeam y Continental. Las siguientes tablas son el baremo de puntuación y los diez corredores que obtuvieron más puntos:
| Posición              | 1.º | 2.º | 3.º | 4.º | 5.º | 6.º | 7.º | 8.º | 9.º | 10.º | 11.º | 12.º | 13.º | 14.º | 15.º | 16.º-20.º | 21.º-30.º | 31.º-50.º | 51.º-55.º | 56.º-60.º |
| Clasificación general | 500 | 400 | 325 | 275 | 225 | 175 | 150 | 125 | 100 | 85   | 70   | 60   | 50   | 40   | 35   | 30        | 20        | 10        | 5         | 3         |
| Por etapa             | 60  | 25  | 10  |     |     |     |     |     |     |      |      |      |      |      |      |           |           |           |           |           |
| Líder                 | 10  |     |     |     |     |     |     |     |     |      |      |      |      |      |      |           |           |           |           |           |

| Clasificación |                        |                        |         |       |       |       |
| Posición      | Ciclista               | Equipo                 | General | Etapa | Líder | Total |
| ------------- | ---------------------- | ---------------------- | ------- | ----- | ----- | ----- |
| 1.º           | Geraint Thomas         | INEOS Grenadiers       | 500     | 25    | -     | 525   |
| 2.º           | Sergio Higuita         | Bora-Hansgrohe         | 400     | -     | 10    | 410   |
| 3.º           | Jakob Fuglsang         | Israel-Premier Tech    | 325     | 10    | 10    | 345   |
| 4.º           | Neilson Powless        | EF Education-EasyPost  | 275     | 25    | -     | 300   |
| 5.º           | Stefan Küng            | Groupama-FDJ           | 225     | 10    | -     | 235   |
| 6.º           | Bob Jungels            | AG2R Citroën           | 175     | -     | -     | 175   |
| 7.º           | Felix Großschartner    | Bora-Hansgrohe         | 150     | -     | -     | 150   |
| 8.º           | Remco Evenepoel        | Quick-Step Alpha Vinyl | 60      | 70    | -     | 130   |
| 9.º           | Daniel Felipe Martínez | INEOS Grenadiers       | 125     | -     | -     | 125   |
| 10.º          | Maximilian Schachmann  | Bora-Hansgrohe         | 85      | 25    | -     | 110   |